# 小钦岛
小钦岛，位于中华人民共和国华东地区山东半岛以北的渤海海峡中部海域，是庙岛群岛（长山列岛）北部岛群中的一座岛屿。小钦岛原属山东省长岛县管辖，2020年长岛县与蓬莱市合并成立了烟台市蓬莱区，现小钦岛属于烟台市蓬莱区管辖，是小钦岛乡政府所在地。

## 地理
小钦岛东北隔小钦水道与南隍城岛相望，南隔大钦水道与大钦岛相邻。小钦岛长约2千米，宽约0.85千米。面积1.1405平方千米，海岸线长约7.05千米。最高点位于岛中部的鹰铺顶（大山顶），海拔148.9米。